# Godos de Crimea
Los godos de Crimea fueron aquellas tribus góticas que permanecieron en las tierras que circundan el mar Negro, especialmente en Crimea. Fueron los menos poderosos, los menos conocidos y casi paradójicamente, los más duraderos entre las comunidades góticas.

## Posibles orígenes
De acuerdo a Herwig Wolfram, y siguiendo a Jordanes, los ostrogodos tuvieron un reino enorme al norte del mar Negro en el siglo IV, al que los hunos abrumaron en tiempos del rey godo Hermanarico («rey de los nobles») cuando los hunos migraron a la estepa rusa. Los ostrogodos se hicieron vasallos de los hunos hasta la muerte de Atila, cuando se rebelaron y recobraron la independencia. Como los hunos, los godos de Crimea nunca recuperaron la gloria perdida.
De acuerdo a Peter Heather y Michael Kulikowski, los ostrogodos ni siquiera existen hasta el siglo V, habiendo emergido de otros grupos góticos y no góticos. Otros grupos góticos pueden haberse asentado en Crimea.
Durante finales del siglo V y principios del siglo VI, los godos de Crimea tuvieron que rechazar hordas de hunos que migraban retrocediendo hacia el este tras perder el control de su imperio europeo. En el siglo V, Teodorico el Grande intentó reclutar godos de Crimea para sus campañas en Italia, pero pocos mostraron interés en unirse a él.
Aunque en principio eran cristianos arrianos como otros pueblos góticos, los godos de Crimea fueron integrados al completo en la Iglesia católica por el año 500. Siguiendo el cisma de la Iglesia, estos pueblos permanecerían leales a Constantinopla como parte de la Iglesia ortodoxa. En el siglo VIII, Juan de Gotia, un obispo ortodoxo, lideró una revuelta fallida contra el dominio de los jázaros.

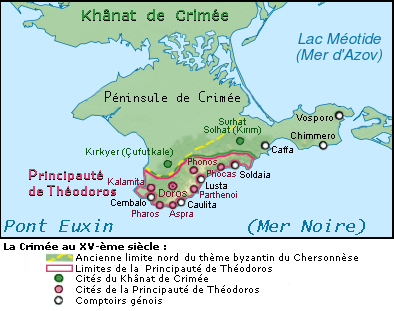
Crimea a mediados del.

Muchos godos de Crimea eran grecoparlantes y muchos ciudadanos bizantinos no góticos colonizaron la región llamada "Gotia" por el gobierno de Constantinopla. Un principado gótico alrededor de la fortaleza de Doros (hoy llamada Mangup), el Principado de Teodoro, continuó existiendo a través de varios periodos de vasallaje a los bizantinos, jázaros, cumanos, mongoles, genoveses y otros imperios hasta 1475, cuando se incorporó definitivamente al Kanato de Crimea y al Imperio otomano.
Varias inscripciones de inicios del siglo IX encontradas en el área usan la palabra "godo" sólo como antropónimo, no como etnónimo. Mientras tanto, algunas leyendas sobre un Estado gótico en Crimea existieron en Europa a través de la Edad Media. En el siglo XVI, Ogier Ghiselin de Busbecq informó de que había tenido una conversación con dos godos en Constantinopla. También nos legó el diccionario gótico-latín con unas pocas palabras que son similares al antiguo idioma gótico. No hay más fuentes concernientes a los godos de Crimea y a la supervivencia de su idioma.